# Ooedigera peeli
Ooedigera peeli (лат.) — вид вымерших вторичноротых из нижнекембрийских лагерштеттов Сириус-Пассет в Гренландии. Это третий описанный представитель типа Vetulicolia, распространение которых не ограничивается маотяньшаньскими сланцами (2 других — Banffia из сланцев Бёрджес и Skeemella из сланцев Уилер).

## Описание
Ooedigera известна по единственной окаменелости. Она представляла собой организм длиной 41,3 миллиметра с панцирем в форме яйца и сжатым с боков хвостом в форме весла. Формой она сильно напоминает различных представителей маотяньшаньского рода Vetulicola, но отличается от них многочисленными выступающими бугорками на панцире, похожими на орнамент Beidazoon venustum. Тафономия окаменелости предполагает, что кожный покров животного был мягче, чем у любого из перечисленных родов.

## Этимология
Название рода переводится как «гериатрическое яйцо» или «пожилое яйцо», в связи с тем, что ископаемое является самым древним из известных представителей Vetulicolia. Название вида дано в честь профессора Джона С. Пила за его многолетнее изучение ископаемых Гренландии.